# Lista de episódios de Mr. Young
A seguir está a lista de episódios da série de televisão canadense Mr. Young, que vai ao ar na emissora YTV no Canadá e Cartoon Network no Brasil. Cada episódio começa com título, "Mr".

## Temporadas
|  | 1 | 26 | 1 de março de 2011 26 de setembro de 2011 7 de maio de 2012 | 12 de março de 2012 13 de fevereiro de 2012 22 de outubro de 2012 |
|  | 2 | 26 | 13 de dezembro de 2011 3 de dezembro de 2011                | 9 de outubro de 2012 24 de fevereiro de 2013                      |
|  | 3 | 26 | 16 de outubro de 2012 TBA                                   | TBA                                                               |

## Episódios

### 1ª temporada: 2011
- Brendan Meyer como Adam Young está em todos os episódios.
- Matreya Fedor Como Echo está em todos os episódios.
- Gig Morton como Derby está em todos os episódios.
- Emily Tennant como Ivy Young está ausente em 6 episódios.
- Kurt Ostlund como Jordan 'Slab' Slabinski está ausente em 6 episódios.
- Milo Shandel como Director Tater está ausente em 5 episódios.
- Anna Galvin como Rachel Young está ausente em 6 episódios.
- Raugi Yu como Dang está ausente em 6 episódios.
- Paula Shaw como Sra. Byrne está ausente em 4 episódios.

| Episódio # | Temporada # | Episódio             | Diretor        | Escritor                        | Estréia                | Estréia                                                            | Estréia                | Cód. Prod. | Audiência                 |
| ---------- | ----------- | -------------------- | -------------- | ------------------------------- | ---------------------- | ------------------------------------------------------------------ | ---------------------- | ---------- | ------------------------- |
| 1          | 1           | "Sr. Novato"         | Adam Weissman  | Dan Signer                      | 7 de maio de 2012      | 26 de setembro de 2011                                             | 1 de março de 2011     | 101        | 114,000 (UK Views)        |
| 2          | 2           | "Sr. Roboto"         | Adam Weissman  | Tim Long                        | 14 de maio de 2012     | 27 de setembro de 2011                                             | 8 de março de 2011     | 103        | 103,000 (UK Views)        |
| 3          | 3           | "Sr. Detenção"       | Adam Weissman  | Dan Signer                      | 21 de maio de 2012     | 28 de setembro de 2011                                             | 15 de março de 2011    | 104        | 102,000 (UK Views)        |
| 4          | 4           | "Sr. Inventor"       | Anthony Atkins | Howard Nemetz                   | 28 de maio de 2012     | 29 de setembro de 2011                                             | 22 de março de 2011    | 106        | 94,000 (UK Views)         |
| 5          | 5           | "Sr. Younger Man"    | Adam Weissman  | Chuck Tatham                    | 4 de junho de 2012     | 30 de setembro de 2011                                             | 29 de março de 2011    | 102        | 100,000 (UK Views)        |
| 6          | 6           | "Sr. DNA"            | Mark Sawers    | Howard Nemetz                   | 11 de junho de 2012    | 3 de outubro de 2011                                               | 5 de abril de 2011     | 105        | 97,000 (UK Views)         |
| 7          | 7           | "Sr. Honesto"        | Adam Weissman  | Ken Cuperus                     | 18 de junho de 2012    | 4 de outubro de 2011                                               | 12 de abril de 2011    | 107        | 88,000 (UK Views)         |
| 8          | 8           | "Sr. Bailarina"      | Adam Weissman  | Robin Stein                     | 25 de junho de 2012    | 5 de outubro de 2011                                               | 3 de maio de 2011      | 109        | 83,000 (UK Views)         |
| 9          | 9           | "Sr. Talento"        | Adam Weissman  | Ryan W. Smith & Jamie Davis     | 2 de julho de 2012     | 6 de outubro de 2011                                               | 17 de maio de 2011     | 113        | 75,000 (UK Views)         |
| 10         | 10          | "Sr. Big Brother"    | Anthony Atkins | Ken Cuperus                     | 9 de julho de 2012     | 7 de outubro de 2011                                               | 14 de junho de 2011    | 108        | 98,000 (UK Views)         |
| 11         | 11          | "Sr. Shakespeare"    | Adam Weissman  | Jennica Harper                  | 16 de julho de 2012    | 8 de novembro de 2011                                              | 12 de julho de 2011    | 111        | 3.4                       |
| 12         | 12          | "Sr. Meteoro"        | Anthony Atkins | Ken Cuperus                     | 23 de julho de 2012    | 9 de novembro de 2011                                              | 9 de agosto de 2011    | 110        | 4.0                       |
| 13         | 13          | "Sr. Impossível"     | Jon Rosenbaum  | Howard Nemetz                   | 30 de julho de 2012    | 10 de novembro de 2011                                             | 30 de agosto de 2011   | 116        | 3.9                       |
| 14         | 14          | "Sr. Marvelous"      | Adam Weissman  | Jennica Harper                  | 6 de agosto de 2012    | 15 de novembro de 2011                                             | 6 de setembro de 2011  | 115        | 4.2                       |
| 15         | 15          | "Sr. Cão"            | Adam Weissman  | Dan Signer                      | 13 de agosto de 2012   | TBA                                                                | 13 de setembro de 2011 | 114        | 81,000 (UK Views)         |
| 16         | 16          | "Sr. School Song"    | Adam Weissman  | Ryan W. Smith                   | 20 de agosto de 2012   | 17 de novembro de 2011                                             | 20 de setembro de 2011 | 112        | 3.7                       |
| 17         | 17          | "Sr. Dia da Foto"    | Anthony Atkins | Howard Nemetz                   | 27 de agosto de 2012   | 16 de novembro de 2011                                             | 4 de outubro de 2011   | 120        | 4.4                       |
| 18         | 18          | "Sr. Tickleschmootz" | Adam Weissman  | Jennifer Daley                  | 3 de setembro de 2012  | 29 de novembro de 2011                                             | 18 de outubro de 2011  | 117        | 4.0                       |
| 19         | 19          | "Sr. Múmia"          | Adam Weissman  | Ken Cuperus                     | 10 de setembro de 2012 | 24 de outubro de 2011                                              | 25 de outubro de 2011  | 119        | 6.4                       |
| 20         | 20          | "Sr. Elderman"       | Adam Weissman  | Jennica Harper                  | 17 de setembro de 2012 | 8 de dezembro de 2011                                              | 1 de novembro de 2011  | 118        | 2.8                       |
| 21         | 21          | "Sr. Servant"        | Adam Weissman  | Dan Signer                      | 24 de setembro de 2012 | 30 de novembro de 2011                                             | 8 de novembro de 2011  | 122        | 3.0                       |
| 22         | 22          | "Sr. Masterpiece"    | Jon Rosenbaum  | Ken Cuperus & Ryan W. Smith     | 1 de outubro de 2012   | 1 de dezembro de 2011                                              | 15 de novembro de 2011 | 121        | 2.4                       |
| 23         | 23          | "Sr. Cerebro"        | Adam Weissman  | Howard Nemetz                   | 8 de outubro de 2012   | 23 de janeiro de 2012                                              | 22 de novembro de 2011 | 123        | 3.2                       |
| 24–25      | 24–25       | "Sr. Espaço"         | Jon Rosenbaum  | Dan Signer & Howard Nemetz      | 15 de outubro de 2012  | 6 de fevereiro de 2012 (Parte 1) 13 de fevereiro de 2012 (Parte 2) | 29 de novembro de 2011 | 125–126    | 4.3 (Part 1) 6.5 (Part 2) |
| 26         | 26          | "Sr. Moth"           | Anthony Atkins | Jennifer Daley & Jennica Harper | 22 de outubro de 2012  | 30 de janeiro de 2012                                              | 19 de março de 2012    | 124        | 4.4                       |